# The Blues
The Blues (auch: Martin Scorsese präsentiert The Blues) bezeichnet eine Reihe von sieben Dokumentarfilmen aus dem Jahr 2003 über die Geschichte der Blues-Musik. Martin Scorsese fungierte als ausführender Produzent. In den Filmen treten über 75 Künstler auf. Das 13-Stunden-Projekt wurde von Vulcan, Reverse Angle International, Capra Productions und Jigsaw Productions produziert.

## Übersicht
| Titel                       | Regie           | Drehbuch        | Produktion                       | Kamera                                                | Schnitt                      | Anmerkungen |
| --------------------------- | --------------- | --------------- | -------------------------------- | ----------------------------------------------------- | ---------------------------- | --- |
| Feel Like Going Home        | Martin Scorsese | Peter Guralnick | Sam Pollard                      | Arthur Jafa                                           | David Tedeschi               | Eine Reise zu den Wurzeln des Blues. Regisseur Martin Scorsese geht den Wurzeln des Delta blues auf die Spur. Er reist durch den Bundesstaat Mississippi mit dem Musiker Corey Harris und reist dann nach Westafrika. Willie King, Taj Mahal, Othar Turner und Ali Farka Touré spielen alte Bluessongs. Archivmaterial von Son House, Muddy Waters und John Lee Hooker wird gezeigt.                                                     |
| The Soul of a Man           | Wim Wenders     | Wim Wenders     | Alex Gibney, Margaret Bodde      | Lisa Rinzler                                          | Mathilde Bonnefoy            | Skip James, Blind Willie Johnson, J. B. Lenoir; Audiokommentar |
| The Road to Memphis         | Richard Pearce  | Robert Gordon   | Robert Kenner                    | Richard Pearce                                        | Charlton McMillan            | Mit B. B. King an die Ufer des Mississippis. Der Film stellt den Memphis Blues, die Musikszene der Beale Street, die Musiker Rosco Gordon und Bobby Rush vor. |
| Warming by the Devil’s Fire | Charles Burnett | Charles Burnett | Margaret Bodde, Alex Gibney      | John N. Demps                                         | Edwin Santiago               | Der Film erzählt die erfundene Geschichte eines Jungen, der zwischen Gospel und Blues hin- und hergerissen ist. Mit Musik von Big Bill Broonzy, Elizabeth Cotten, Reverend Gary Davis, Ida Cox, Willie Dixon, Jesse Fuller, John Lee Hooker, Lightnin' Hopkins, Son House, Mississippi John Hurt, Vasti Jackson, Bessie Smith, Mamie Smith, Victoria Spivey, Sister Rosetta Tharpe, Dinah Washington, Muddy Waters, Sonny Boy Williamson |
| Godfathers and Sons         | Marc Levin      | -               | Daphne Pinkerson, Marc Levin     | Mark Benjamin                                         | Bob Eisenhardt               | Blues trifft Hip-Hop; Regisseur Marc Levin erforscht mit Marshall Chess das Erbe seines Vaters Leonard Chess für die Bluesmusik. Chess ist Mitbegründer von Chess Records, das das Album Electric Mud produzierte. Ein Treffen einiger Musiker, die dieses Album schufen, wird arrangiert. Zu den Hip-Hop-Künstlern gehören Chuck D von Public Enemy, Common & Kyle Jason.                                                               |
| Red, White and Blues        | Mike Figgis     | -               | Louise Hammar, Shirani Sabratnam | Barry Ackroyd, Mike Eley, John Lynch, Patrick Stewart | David Martin, Nigel Karikari | Wie Briten den Blues neu erfanden; Audiokommentar. Der Film beinhaltet Jamsessions und Interviews mit den Musikern Jeff Beck, Van Morrison und anderen. |
| Piano Blues                 | Clint Eastwood  | -               | Clint Eastwood, Bruce Ricker     | Vic Losick                                            | Joel Cox, Gary D. Roach      | Klavierlegenden hautnah. Regisseur Clint Eastwood beschäftigt sich im Wesentlichen mit Pianisten. Er interviewt Dr. John, Ray Charles, Jay McShann und Pinetop Perkins. |

## Kritiken
„psychologische Aufbauhilfe, Party-Vergnügen und spiritueller Freudenspender […Scorsese] ist nun plötzlich eine zentrale Figur in der Blues-Vermarktung geworden, ob aber sein Projekt nun die Missachtung Amerikas gegenüber dem eigenen Kulturerbe einebnet, sei dahingestellt. Es handelt sich bei ‚The Blues‘ um ein ehrbares, hochherziges Bildungsbürger-Projekt, das aber den Großteil – auch der schwarzen US-Bevölkerung – kaum erreichen dürfte. Uns kann es egal sein. In diesem Sommer startet in deutschen Kinos monatlich ein Blues-Film, und da gibt es für Fans und Skeptiker gleichermaßen was zu entdecken.“

„Wie nebenbei bebildert die Reihe aber auch die aktuelle Debatte darüber, wie kommerziell die Natur des Blues denn eigentlich war.“

„über kurzlebige Umsatzsteigerungen hinaus dürfte es das bleibende Verdienst des Projekts sein, jener Kunstform ein Denkmal gesetzt zu haben, die neben dem Jazz zu den bedeutendsten kulturellen Leistungen Amerikas zählt.“

## Separate Materialien, „Lightning in a Bottle“, Sonstiges
Weltpremiere war am 6. September 2003 bei den Internationalen Filmfestspielen von Venedig außerhalb des Wettbewerbs.
Dem Lexikon des internationalen Films zufolge erschienen alle sieben Filme auf DVD in der Bundesrepublik Deutschland am 9. September 2004. Nicht jeder der Filme hat es ins Kino geschafft (Stand 1. Mai 2017).
Getrennt und begleitend erhältlich zu den sieben DVDs bzw. VHS-Kassetten sind: das 288-seitige Buch The Companion Book to the PBS series, ein Boxset bestehend aus fünf CDs, eine Kompilation auf einer CD, sieben individuelle CDs zu jedem der Filme und zwölf CDs zu einzelnen Künstlern.
Der Konzertmitschnitt Lightning in a Bottle von Antoine Fuqua ist im Handel ebenfalls getrennt zu erwerben.

## Auszeichnungen und Nominierungen
Grammy Awards 2005
- Nominierung in der Kategorie Best Long Form Music Video "various artists" für Margaret Bodde, Alex Gibney, Richard Hutton und Martin Scorsese

Cinema Audio Society USA 2004
- C.A.S. Award in der Kategorie Outstanding Achievement in Sound Mixing for Television – Non-Fiction, Variety or Music Series or Specials für Gary C. Bourgeois, Tateum Kohut und Steuart Pearce bei der Episode The Road to Memphis